# Финалы Кубка и Лиги европейских чемпионов по волейболу
В 1960—1971 Кубок европейских чемпионов по волейболу среди мужских и женских команд разыгрывался в ходе финальной серии матчей между победителями полуфиналов. Серия состояла из двух матчей поочерёдно на полях соперников. До 1965 в случае равенства побед приоритет отдавался команде, имевшей лучшее соотношение партий по сумме двух игр. С сезона 1965/66 в подобных случаях назначалась переигровка на нейтральном поле.
В сезонах 1971/72—1986/87 призёры розыгрыша Кубка европейских чемпионов определялись по результатам однокругового финального турнира, в котором участвовали команды, победившие в четвертьфиналах.
В сезонах 1987/88—2017/18 победитель розыгрыша Кубка (Лиги) чемпионов выявлялся в ходе финала четырёх, состоявшего из полуфиналов и финалов за 1-е и 3-е места. Исключение стал только мужской турнир 1988/89, когда обладатель Кубка был определён в ходе финального матча, в котором встречались победители полуфинальных групповых турниров.
С сезона 2018/19 формат «финала четырёх» был отменён и победитель стал определяться в ходе одного финального матча.

## Мужчины
1960. 22 мая ( Москва), 12 июня ( Бухарест)
ЦСКА (СССР) — «Рапид» (Бухарест, Румыния) 3:0; 1:3 (7:15, 15:9, 11:15, 11:15).
1961. июнь ( Бухарест,  Москва)
«Рапид» (Бухарест, Румыния) — ЦСКА (СССР) 3:1, 3:2.
1962. май ( Бухарест,  Москва)
«Рапид» (Бухарест, Румыния) — ЦСКА (СССР) 3:2, 1:3.
1963. май ( Москва,  Бухарест)
ЦСКА (СССР) — «Рапид» (Бухарест, Румыния) 1:3; 0:3.
1964. 22 марта ( Загреб), 5 апреля ( Лейпциг)
«Младост» (Загреб, Югославия) — «Лейпциг» (ГДР) 1:3 (12:15, 15:4, 12:15, 12:15); 1:3 (16:14, 11:15, 1:15, 9:15).
1965. 10 мая ( Перник), 17 мая ( Бухарест), 24 мая ( Брюссель)
«Минёр» (Перник, Болгария) — «Рапид» (Бухарест, Румыния) 3:1, 1:3, 2:3.
1966. 15 мая, 22 мая ( Бухарест)
«Динамо» (Бухарест, Румыния) — «Рапид» (Бухарест, Румыния) 3:1, 3:2.
1967. апрель, 10 мая ( Бухарест)
«Динамо» (Бухарест, Румыния) — «Рапид» (Бухарест, Румыния) 3:0; 1:3; 3:1 (15:9, 15:9, 10:15, 15:13).
1968. 18 мая ( Бухарест), 25 мая ( Брно), 30 мая ( Ла-Лувьер)
«Динамо» (Бухарест, Румыния) — «Спартак» (Брно, Чехословакия) 3:1 (15:8, 15:11, 15:17, 15:8); 0:3 (5:15, 5:15, 8:15); 2:3 (13:15, 15:12, 17:19, 15:13, 11:15).
1969. 8 июня ( София), 15 июня ( Бухарест)
ЦСКА «Септемврийско Знаме» (София, Болгария) — «Стяуа» (Бухарест, Румыния) 3:0 (15:3, 15:12, 15:11); 3:2 (14:16, 15:10, 9:15, 15:10, 15:10).
1970. июнь ( Брно,  Алма-Ата)
«Зетор Збройовка» (Брно, Чехословакия) — «Буревестник» (Алма-Ата, СССР) 0:3, 1:3
1971. 15 апреля ( Брно), 22 апреля ( Алма-Ата), 29 апреля ( Брюссель)
«Зетор Збройовка» (Брно, Чехословакия) — «Буревестник» (Алма-Ата, СССР) 3:2 (12:15, 15:17, 15:6, 15:9, 15:11); 1:3 (7:15, 15:13, 6:15, 12:15); 2:3.
1988. 21 февраля ( Лорьян)
ЦСКА (СССР) — «Модена» (Италия) 3:0 (15:6, 15:8, 15:8).
1989. 8 марта ( Афины)
ЦСКА (СССР) — «Модена» (Италия) 3:1 (10:15, 15:12, 15:5, 15:4).
1990. 11 марта ( Амстелвен)
«Модена» (Италия) — «Фрежюс» (Франция) 3:2 (15:5, 13:15, 15:13, 10:15, 15:9).
1991. 2 марта ( Модена)
ЦСКА (СССР) — «Парма» (Италия) 3:1 (15:6, 13:15, 15:3, 15:10).
1992. 29 февраля ( Афины)
«Равенна» (Италия) — «Олимпиакос» (Пирей, Греция) 3:0 (15:4, 15:9, 15:5).
1993. 12 марта ( Пирей)
«Равенна» (Италия) — «Парма» (Италия) 3:0 (17:16, 15:13, 15:12).
1994. 12 марта ( Брюссель)
«Равенна» (Италия) — «Парма» (Италия) 3:0 (15:10, 17:15, 15:10).
1995. 12 марта ( Модена)
«Сислей» (Тревизо, Италия) — «Равенна» (Италия) 3:0 (15:6, 15:4, 15:11).
1996. 2 марта ( Болонья)
«Модена» (Италия) — «Дахау» (Германия) 3:1 (14:16, 15:13, 15:5, 15:6).
1997. 9 марта ( Вена)
«Модена» (Италия) — «Нолико» (Маасейк, Бельгия) 3:0 (15:7, 15:7, 15:12).
1998. 15 марта ( Нови-Сад)
«Модена» (Италия) — «Уникаха» (Альмерия, Испания) 3:0 (15:6, 15:5, 15:7).
1999. 14 марта ( Альмерия)
«Сислей» (Тревизо, Италия) — «Нолико» (Маасейк, Бельгия) 3:0 (25:19, 25:20, 25:21).
2000. 19 марта ( Тревизо)
«Сислей» (Тревизо, Италия) — «Фридрихсхафен» (Германия) 3:1 (25:21, 25:20, 23:25, 25:15).
2001. 24 марта ( Париж)
«Пари Волей» (Париж, Франция) — «Сислей» (Тревизо, Италия) 3:2 (25:22, 17:25, 22:25, 25:23, 15:13).
2002. 24 марта ( Ополе)
«Мачерата» (Италия) — «Олимпиакос» (Пирей, Греция) 3:1 (25:18, 25:22, 27:29, 25:23).
2003. 23 марта ( Милан)
«Локомотив-Белогорье» (Белгород, Россия) — «Модена» (Италия) 3:0 (25:22, 26:24, 25:23).
2004. 28 марта ( Белгород)
«Локомотив-Белогорье» (Белгород, Россия) — «Искра» (Одинцово, Россия) 3:0 (25:21, 25:19, 25:15).
2005. 27 марта ( Салоники)
«Тур» (Франция) — «Ираклис» (Салоники, Греция) 3:1 (21:25, 27:29, 25:17, 25:23).
2006. 26 марта ( Рим)
«Сислей» (Тревизо, Италия) — «Ираклис» (Салоники, Греция) 3:1 (25:23, 23:25, 25:23, 26:24).
2007. 1 апреля ( Москва)
«Фридрихсхафен» (Германия) — «Тур» (Франция) 3:1 (25:20, 26:24, 23:25, 25:19).
2008. 30 марта ( Лодзь)
«Динамо-Таттрансгаз» (Казань, Россия) — «Пьяченца» (Италия) 3:2 (19:25, 26:24, 18:25, 25:17, 15:10).
2009. 5 апреля ( Прага)
«Трентино» (Тренто, Италия) — «Ираклис» (Салоники, Греция) 3:1 (25:12, 21:25, 26:24, 25:22).
2010. 2 мая ( Лодзь)
«Трентино» (Тренто, Италия) — «Динамо» (Москва, Россия) 3:0 (25:12, 25:20, 25:21).
2011. 27 марта ( Больцано)
«Трентино» (Тренто, Италия) — «Зенит» (Казань, Россия) 3:1 (25:17, 20:25, 25:23, 25:20).
2012. 18 марта ( Лодзь)
«Зенит» (Казань, Россия) — «Скра» (Белхатув, Польша) 3:2 (25:15, 16:25, 22:25, 26:24, 17:15).
2013. 17 марта ( Омск)
«Локомотив» (Новосибирск, Россия) — «Кунео» (Кунео, Италия) 3:2 (22:25, 26:24, 25:23, 20:25, 16:14).
2014. 23 марта ( Анкара)
«Белогорье» (Белгород, Россия) — «Халкбанк» (Анкара, Турция) 3:1 (25:18, 22:25, 25:16, 27:25).
2015. 29 марта ( Берлин)
«Зенит» (Казань, Россия) — «Ресовия» (Жешув, Польша) 3:0 (25:22, 25:23, 25:21).
2016. 17 апреля ( Краков)
«Зенит» (Казань, Россия) — «Трентино» (Тренто, Италия) 3:2 (23:25, 22:25, 25:17, 27:25, 15:13).
2017. 30 апреля ( Рим)
«Зенит» (Казань, Россия) — «Сир Сафети» (Перуджа, Италия) 3:0 (25:15, 25:23, 25:14).
2018. 13 мая ( Казань)
«Зенит» (Казань, Россия) — «Кучине-Лубе» (Чивитанова-Марке, Италия) 3:2 (29:27, 18:25, 23:25, 25:23, 17:15).
2019. 18 мая ( Берлин)
«Кучине-Лубе» (Чивитанова-Марке, Италия) — «Зенит» (Казань, Россия) 3:1 (16:25, 25:15, 25:12, 25:19).
2021. 1 мая ( Верона)
ЗАКСА (Кендзежин-Козле, Польша) — «Трентино» (Тренто, Италия) 3:1 (25:22, 25:22, 20:25, 28:26).
2022. 22 мая ( Любляна)
ЗАКСА (Кендзежин-Козле, Польша) — «Трентино» (Тренто, Италия) 3:0 (25:22, 25:20, 32:30).
2023. 20 мая ( Турин)
ЗАКСА (Кендзежин-Козле, Польша) — «Ястшембский Венгель» (Ястшембе-Здруй, Польша) 3:2 (26:28, 25:22, 25:14, 28:30, 15:12).
2024. 5 мая ( Анталья)
«Трентино» (Тренто, Италия) — «Ястшембский Венгель» (Ястшембе-Здруй, Польша) 3:0 (25:20, 25:22, 25:21).
2025. 18 мая ( Лодзь)
«Сир Сафети» (Перуджа, Италия) — «Алурон-Варта» (Заверце, Польша) 3:2 (25:22, 25:22, 20:25, 22:25, 15:10).

## Женщины
1961. 2 июня ( Варшава), 7 июня ( Москва)
АЗС-АВФ (Варшава, Польша) — «Динамо» (Москва, СССР) 2:3; 0:3 (11:15, 13:15, 10:15).
1962. 28 апреля ( София), 5 мая ( Одесса)
«Славия» (София, Болгария) — «Буревестник» (Одесса, СССР) 1:3 (9:15, 5:15, 15:13, 2:15); 0:3 (16:18, 14:16, 8:15).
1963. ( Москва,  Варшава)
«Динамо» (Москва, СССР) — АЗС-АВФ (Варшава, Польша) 3:1; 3:2.
1964. 20 февраля ( София), 7 марта ( Берлин)
«Левски» (София, Болгария) — «Динамо» (Берлин, ГДР) 3:0 (15:12, 15:8, 16:14); 1:3 (11:15, 15:12, 5:15, 5:15).
1965. ( Берлин,  Москва)
«Динамо» (Берлин, ГДР) — «Динамо» (Москва, СССР) 0:3, 0:3.
1966. 15 мая, 22 мая ( Москва)
ЦСКА (СССР) — «Динамо» (Москва, СССР) 3:0, 3:0.
1967. май ( Москва)
ЦСКА (СССР) — «Динамо» (Москва, СССР) 3:0, 3:0.
1968. май ( Москва)
«Динамо» (Москва, СССР) — ЦСКА (СССР) 3:0, 3:2.
1969. 11 июня, 12 июня ( Москва)
«Динамо» (Москва, СССР) — ЦСКА (СССР) 3:2 (15:3, 15:3, 12:15, 6:15, 15:9); 3:1.
1970. май ( Будапешт,  Москва)
НИМ ШЕ (Будапешт, Венгрия) — «Динамо» (Москва, СССР) 1:3, 0:3.
1971. апрель ( Прага,  Москва).
«Татран-Стржешовице» (Прага, Чехословакия) — «Динамо» (Москва, СССР) 0:3, 0:3.
1988. 21 февраля ( Салоники)
«Олимпия Теодора» (Равенна, Италия) — «Уралочка» (Свердловск, СССР) 3:1 (7:15, 15:10, 15:9, 15:11).
1989. 12 февраля ( Брюссель)
«Уралочка» (Свердловск, СССР) — «Олимпия Теодора» (Равенна, Италия) 3:1 (11:15, 17:15, 15:4, 15:5).
1990. 25 февраля ( Форли)
«Уралочка» (Свердловск, СССР) — «Олимпия Теодора» (Равенна, Италия) 3:1 (16:14, 15:6, 7:15, 15:11).
1991. 23 февраля ( Загреб)
«Младост» (Загреб, Югославия) — «Уралочка» (Свердловск, СССР) 3:0 (15:12, 16:14, 15:6).
1992. 23 февраля ( Равенна)
«Олимпия Теодора» (Равенна, Италия) — «Младост» (Загреб, Хорватия) 3:2 (15:11, 10:15, 15:12, 6:15, 15:10).
1993. 1 марта ( Сантерамо-ин-Колле)
«Латте Руджада» (Матера, Италия) — «Олимпия Теодора» (Равенна, Италия) 3:1 (10:15, 15:6, 15:12, 15:7).
1994. 13 марта ( Загреб)
«Уралочка» (Екатеринбург, Россия) — «Младост» (Загреб, Хорватия) 3:2 (10:15, 15:12, 11:15, 15:12, 15:7).
1995. 12 марта ( Бари)
«Уралочка» (Екатеринбург, Россия) — «Мурсия» (Испания) 3:0 (15:11, 15:12, 15:7).
1996. 9 марта ( Вена)
«Латте Руджада» (Матера, Италия) — «Уралочка» (Екатеринбург, Россия) 3:2 (4:15, 15:1, 13:15, 15:9, 15:9).
1997. 9 марта ( Бергамо)
«Фоппапедретти» (Бергамо, Италия) — «Уралочка» (Екатеринбург, Россия) 3:1 (7:15, 15:12, 15:9, 15:9).
1998. 15 марта ( Дубровник)
«Дубровник» (Хорватия) — «Вакыфбанк» (Анкара, Турция) 3:0 (15:8, 15:7, 15:7).
1999. 14 марта ( Бергамо)
«Фоппапедретти» (Бергамо, Италия) — «Вакыфбанк» (Анкара, Турция) 3:0 (25:15, 25:18, 25:19).
2000. 12 марта ( Бурса)
«Фоппапедретти» (Бергамо, Италия) — «Уралочка» (Екатеринбург, Россия) 3:1 (25:20, 22:25, 25:18, 25:22).
2001. 18 марта ( Нижний Тагил)
«Модена» (Италия) — «Капо Суд» (Реджо-ди-Калабрия, Италия) 3:0 (25:21, 25:23, 25:19).
2002. 17 марта ( Стамбул)
«Расинг Клуб де Канн» (Канны, Франция) — «Фоппапедретти» (Бергамо, Италия) 3:1 (25:19, 25:19, 20:25, 25:18).
2003. 16 марта ( Пила)
«Расинг Клуб де Канн» (Канны, Франция) — «Уралочка» (Свердловская область, Россия) 3:1 (17:25, 26:24, 29:27, 25:22).
2004. 21 марта ( Ла-Лагуна)
«Тенерифе Маричаль» (Ла-Лагуна, Испания) — «Сирио» (Перуджа, Италия) 3:2 (20:25, 25:21, 25:19, 21:25, 15:7).
2005. 20 марта ( Ла-Лагуна)
«Фоппапедретти» (Бергамо, Италия) — «Асистел» (Новара, Италия) 3:0 (25:18, 25:16, 25:17).
2006. 19 марта ( Канны)
«Сирио» (Перуджа, Италия) — «Расинг Клуб де Канн» (Канны, Франция) 3:1 (25:23, 25:20, 22:25, 25:20).
2007. 25 марта ( Цюрих)
«Фоппапедретти» (Бергамо, Италия) — «Динамо» (Москва, Россия) 3:2 (25:18, 19:25, 25:14, 22:25, 15:11).
2008. 6 апреля ( Мурсия)
«Колусси-Сирио» (Перуджа, Италия) — «Заречье-Одинцово» (Московская область, Россия) 3:1 (25:15, 25:21, 18:25, 25:14).
2009. 29 марта ( Перуджа)
«Фоппапедретти» (Бергамо, Италия) — «Динамо» (Москва, Россия) 3:2 (25:21, 22:25, 14:25, 26:24, 15:10).
2010. 4 апреля ( Канн)
«Фоппапедретти» (Бергамо, Италия) — «Фенербахче» (Стамбул, Турция) 3:2 (25:22, 25:21, 22:25, 20:25, 15:9).
2011. 20 марта ( Стамбул)
«Вакыфбанк Гюнеш Тюрк Телеком» (Стамбул, Турция) — «Рабита» (Баку, Азербайджан) 3:0 (25:13, 25:20, 25:18).
2012. 25 марта ( Баку)
«Фенербахче» (Стамбул, Турция) — «Расинг Клуб де Канн» (Канны, Франция) 3:0 (25:14, 25:22, 25:20).
2013. 20 марта ( Стамбул)
«Вакыфбанк» (Стамбул, Турция) — «Рабита» (Баку, Азербайджан) 3:0 (25:17, 25:20, 25:23).
2014. 16 марта ( Баку)
«Динамо-Казань» (Казань, Россия) — «Вакыфбанк» (Стамбул, Турция) 3:0 (25:23, 25:11, 25:23).
2015. 16 марта ( Баку)
«Эджзаджибаши» (Стамбул, Турция) — «Унендо-Ямамай» (Бусто-Арсицио, Италия) 3:0 (25:22, 25:20, 25:21).
2016. 10 апреля ( Монтикьяри)
«Поми» (Казальмаджоре, Италия) — «Вакыфбанк» (Стамбул, Турция) 3:0 (25:23, 25:23, 25:22).
2017. 23 апреля ( Тревизо)
«Вакыфбанк» (Стамбул, Турция) — «Имоко Воллей» (Конельяно, Италия) 3:0 (25:19, 25:13, 25:23).
2018. 6 мая ( Бухарест)
«Вакыфбанк» (Стамбул, Турция) — «Альба-Блаж» (Блаж, Румыния) 3:0 (25:17, 25:11, 25:17).
2019. 18 мая ( Берлин)
«Игор Горгондзола» (Новара, Италия) — «Имоко Воллей» (Конельяно, Италия) 3:1 (25:18, 25:17, 14:25, 25:22).
2021. 1 мая ( Верона)
«Имоко Воллей» (Конельяно, Италия) — «Вакыфбанк» (Стамбул, Турция) 3:2 (22:25, 25:22, 23:25, 25:23, 15:12).
2022. 22 мая ( Любляна)
«Вакыфбанк» (Стамбул, Турция) — «Имоко Воллей» (Конельяно, Италия) 3:1 (25:22, 25:21, 23:25, 25:21)
2023. 20 мая ( Турин)
«Вакыфбанк» (Стамбул, Турция) — «Эджзаджибаши» (Стамбул, Турция) 3:1 (27:25, 25:17, 23:25, 25:17)
2024. 5 мая ( Анталья)
«Имоко Воллей» (Конельяно, Италия) — «Веро Воллей Милано» (Монца, Италия) 3:2 (25:14, 23:25, 25:19, 19:25, 15:9)
2025. 4 мая ( Стамбул)
«Имоко Воллей» (Конельяно, Италия) — «Савино Дель Бене» (Скандиччи, Италия) 3:0 (25:16, 25:21, 25:19)